# Stephen P. Webb
Stephen P. Webb (n. 23-02-1946) es un político estadounidense. Sirvió como alcalde de Beverly Hills, California de 2006 a 2007.

## Biografía
Asistió a la Universidad de Denver y se licenció en la California State University at Northridge en 1968. En 1971, recibió su Juris Doctor de la Universidad de San Diego.
Es socio de Tilles, Webb, Kulla & Grant, ALC en Beverly Hills.